# Zeloti
Grčkim imenom  "Zeloti" (od grčkog: ζηλωτής = revnitelj, revnosnik) nazvane su radikalne grupe židovskih rodoljuba, koji su djelovali u Judeji i Galileji od početka I. st. pr. Kr. do poraza u Židovskom ratu 66. – 73. pr. Kr., te ponovo u posljednjem židovskom ustanku 132. – 135. godine. 
Danas se imenom "zelot" označavaju vatreni pristaše neke doktrine, religijske ili političke grupe, koji fanatički rade za stvar kojoj su odani.
Židovski zeloti borili su se protiv rimske vlasti organizirajući gerilske odrede i potičući ustanke u gradovima. Najradikalniji među njima organizirali su i ubojstva, čiji su cilj bili ne samo rimski dužnosnici, nego i njihovi saveznici među Židovima. U tim su se ubojstvima služili bodežom (latinski: sica), pa su ih Rimljani zvali sicarii ("bodežari").
Razne grupe zelota često su se međusobno sukobljavale i surovim metodama obračunavale u borbi za prevlast. Kada su zavladali nekim krajem, služili su se surovim terorom ne samo protiv rimskih saveznika (kao što su bili saduceji), nego i protiv kolebljivaca i onih koji su osuđivali oružanu pobunu (većina farizeja). 
U neuspješnim ustancima iskrvarili su i nestali sa scene. Vodstvo židovskog naroda preuzeli su vjerski učitelji, rabini, velikom većinom nekadašnji farizeji.

## Prethodnici Zelota

### Makabejci
Židovi su imali bogato iskustvo gerilskog ratovanja još iz ustanka Makabejaca 167. – 140. pr. Kr., koji je završio oslobađanjem od grčke vlasti i uspostavom samostalne kraljevine Judeje. Mnogi su međutim u narodu, a i među svećenicima, bili nezadovoljni vlašću kraljevske dinastije Hasmonejaca, žudeći za ranijom situacijom kada su uživali široku autonomiju i vlast teokracije koja kontrolira Hram u Jeruzalemu.

### Sukobi 67. – 63. pr. Kr.
Godine 67. pr. Kr., nakon srmti kraljice Salome, dolazi do građanskog rata između njene dvojice sinova, Hirkana II i Aristobula II. Pristaše teokracije istovremeno odbacuju obojicu, težeći obnovi vlasti svećenika. Tu situaciju iskorištavaju Rimljani, koji su 65. pr. Kr. zavladali Sirijom. Sve tri stranke pokušavaju dobiti njihovu podršku. To vodi do gubitka nezavisnosti Judeje. Rimljani, pod vodstvom Pompeja, uz podrušku druge dvije stranke, osvajaju Jeruzalem i skrše otpor Aristobulovih pristaša. Hirkana II priznaju samo kao visokog svećenika i daju mu titulu etnarha, ali ne i kraljevski naslov. 

### Od 63. do 37. pr. Kr.
Stvarni vladar Judeje postaje namjesnik Idumeje Antipater.  Godine 48. pr. Kr., kao nagradu za pomoć u borbi protiv Pompeja u Egiptu, Julije Cezar ga imenuje i namjesnikom (prokuratorom) Judeje. 
Od 63. do 40. pr. Kr., stalno izbijaju pobune Židova. Vode ih Aristobulov sin Aleksandar koji je pobjegao iz zatočeništva, zatim i sam Aristobul koji se vratio u Judeju, zatim Ezekije. Središte otpora je Galileja. 
Godine 40. pr. Kr. Siriju su zauzeli Parti, koji prodiru do granica Judeje. Antigon Matatije, sin Aristobula II, koji je boravio u izbjeglištvu, uz njihovu pomoć osvaja Judeju i u Jeruzalemu se proglašava za kralja i vrhovnog svećenika. Antipaterov sin Herod bježi u Rim, gdje ga Senat proglašava vazalskim kraljem (Rex socius) Judeje. U ratu koji se vodi 39. – 37. Herod, uz pomoć rimskih legija i plaćeničkih trupa, odnosi pobjedu. 

### Vladavina Heroda I
On će vladati 37. – 4. g.pr. Kr. Prvi puta Židovima vlada svjetovni kralj, koji ne samo da nije svećeničkog porijekla, nego nije ni pravi Židov. Vlada kao despot: vrhovni svećenik je samo figura, a Sinedrij je ukinut i zamijenjen Kraljevskim vijećem. To je izazivalo ogorčenje i stalne nemire, ali Herod uspjeva ugušiti nezadovoljstvo metodarama terora, uključujući i odlično organiziranu mrežu doušnika. 
Pismoznanci iz stranke farizeja organiziraju vjerske škole, osnivaju paralelni sinedrij i podučavaju narod. Oni, uz rijetke izuzetke, propovijedaju usmjerenost na religijski život i samo pasivni otpor vlastima. I u sljedećim desetljećima oni će zastupati isti stav, što će i njih izlagati povremenim napadima zelota.

### Pobuna godine 4. pr. Kr.
Nakon Herodove smrti godine 4. pr. Kr., ponovo izbijaju neredi. Za vrijeme pashe dolazi do krvoprolića u Jeruzalemu, punom hodočasnika, i 3.000 ljudi biva ubijeno. Kada Herodov sin Arhelaj odlazi u Rim, da od Augusta ishodi potvrdu o kraljevskoj tituli, rimski prokurator Sabinije šalje legionare koji opljačkaju i zapale Hram. Nakon toga dolazi do ustanka i legioniari se moraju povući u prokuratovu palaču. 
Istovremeno se ustanici okupljaju u susjednim pokrajinama i započinju napade na Rimljane. U Galileiji ustanike vodi Juda ben Ezekija (poznat kao Juda Galilejac) iz Gamale, sin Ezekije, kojega je nekoć ubio Herod, i vodi gerilski rat. U istočnom Jordanu pobunjenike vodi nekadašnji rob Simon, koji se sam proglasio kraljem. Također se kraljem proglasio pastir Atrongas. Oni postižu privremene vojne uspjehe, ali im nedostaje jedinstveni plan i vođa. Dolazi do međusobnih sukoba i nasilja prema mirnim Židovima, a nerijetko se radi o običnim razbojničkim grupama. »Pod geslom borbe za slobodu došlo je do nesmiljenog rata između različitih bandi, tako da je slobodarski narod imao više štete od tih borbi nego od pobune protiv samih Rimljana.« (Keller, str. 39.) Pobuna je skršena i 2000 pobunjenika pribijeno je na križ. Takvi međusobni sukobi ostali su karakteristika židovskih ustanika i kasnije, sve do tragičnog kraja.

## Pojava i aktivnost zelota 6. – 67. g.

### Pobuna godine 6.
Godine 6. po Kr. pokrajine Idumeja, Judeja i Samarija dolaze pod vlast rimskog prokuratora (namjesnika), koji je podvrgnut legatu Sirije. Godine 6. ili 7. legat Kvirinje naređuje opći popis pučanstva i imovine, u svrhu oporezivanja. To dovodi do pobune, u kojoj pobunjenici prvi put dobivaju ime zeloti. 
Ustanike vode Juda Galilejac i radikalni farizej Saduk (Cadok). Borbu ponovo započinju prvo u Galileji, a zatim je šire i u Judeju. Prikupljaju sve više fanatičnih sljedbenika, koje sebe sebe smatraju izvršiteljima srdžbe Božje, koji samo Bogu duguju vjernost. Prva pobuna bila je ugušena, ali je stranka zelota nadživjela. 

### Neprekidni nemiri i ubojstva
Sljedećih pedesetak godina zeloti su neprekidno aktivni. Na okrutnost i bezobzirnost rimskih prokuratora odgovaraju jednako okrutno i bezobzirno. Odvajaju se od popustljivih i pasivnih farizeja, koji uvijek nastoje spriječiti bezizgledne ustanke i izgladiti sukobe. Smatraju da su u borbi protiv okupatora i njihovih domaćih slugu i izdajnika svako sredstvo dozvoljeno. 
U Jeruzalemu često dolazi do nemira u doba pashe i drugih židovskih praznika, kada se u gradu okupljaju gomile hodočasnika. U pustinjskim i brdskim predjelima neprekidno djeluju razne gerilske grupe, povremeno dižući i masovnije ustanke. U Samariji oni se sukobljuju sa Samaritancima. U Cezareji su se sukobili s tamo naseljenim grčkim Sirijcima. Rimska vojska često intervenira u takvim sukobima, što vojnici koriste za pljačku i nasilje.
Najradikalniji među njima počinju se sustavno služiti ciljanim ubojstvima; često u tome koriste gužve do kojih dolazi u Jeruzalemu u vrijeme pashe i drugih blagdana. Ubojica bi se u gužvi neopaženo prikrao žrtvi, zadao nekoliko udaraca bodežom (latinski zvanim sica i zatim obično neprimjećen nestao u masi prije nego što bi drugi reagirali. Po tome ih Rimljani nazivaju sicarii ("bodežari"). Među njihovim žrtvama bio je i veliki svećenik Jonatan.
»Nitko se više nije osjećao sigurnim. U tom se stanju panike i beznadežnosti proširio vjerski fanatizam, pojavljivali su se lažni proroci i mesije, koji su imali mnogo pristaša. Oni su uvjerili narod da ga mogu osloboditi od patnje rimskog jarma.« (Keller, str. 61) Jedan od njih, zabilježen samo kao "Egipćanin", okupio je nekoliko tisuća ljudi na Maslinovoj gori, podstičući ih da krenu na Jeruzalem, koji će uz čudesnu Božju pomoć osloboditi od Rimljana. Rimske kohorte su lako rastjerali ovu masu.

## Židovski rat 66. – 73. g.
Svibnja 66. g. okrutno i bezobzirno ponašanje prokurata Gesija Flora dovodi do masovnog ustanka. Moguće je da je sam Flor, kada mu je zaprijetila kazna iz Rima, namjerno svojim ponašanjem potakao ekstremiste da započnu ustanak, podcijenivši njegovu snagu. Kada mu je odbijen zahtjev da mu ih hramske riznice donesu sedamnaest talenata, krennuo je s legionarima iz svojeg sjedišta Cezareje na Jeruzalem. U gradu dolazi do sukoba, u kojem bjesni sikarenci ubijaju mnoge miroljubive Židove, koji ih odvraćaju od ustanka.
Rimske jedinice stacionirane u Jeruzalemu prisiljene su predati; zeloti su ih sve poklali. Napad Florovih snaga je odbijen. Munjevitom brzinom ustanak se proširio zemljom. Borbe između Židova s jedne, te Rimljana i nežidovskog (uglavnom heleniziranog) stanovništva s druge strane, izbijaju svuda. U Cezareji je još nešto ranije te godine došlo do oružanih sukoba kada su Židovi bili odstranjeni iz sudjelovanja u gradskoj samoupravi. Oko 20.000 Židova pobijeno je, a preživjeli su pobjegli iz grada. 
Jednako je u mnogim drugim gradovima, pa i izvan Palestine. U Aleksandriji, gradski zapovjednik Tiberije Julije Aleksandar (nećak filozofa Filona) poslao je svoje čete u židovsku četvrt nakon jedne svađe između Židova i Grka. Dolazi do krvoprolića u kojem je život izgubilo oko 50.000 Židova.
Sirijski legat Cestije Gal poveo je vojsku na Jeruzalem. Shvativši da nema dovoljno ljudi, prisiljen je na povlačenje, ali zeloti na čelu sa Šimunom bar Giorom i Eleazarom ben Šimunom iznenade ga kod Bet-Horona, listopada 66., i nanesu vrlo teške gubitke.

### Izdaja ili trezvenost Josipa Flavija?
Pobunjenici su zavladali Judejom i Galilejom. Među njima, međutim, odmah dolazi do međusobnih sukoba. Za upravitelja Galileje postavljen je Josip, koji se ubrzo sukobio s vođom tamošnjih zelota Ivanom Geskalcem. On je umjeren i teži ublažavanju sukoba i kompromisu s Rimljanima. Sljedeće godine (u proljeće 67.). general Tit Flavije Vespazijan sa 60.000 ljudi iskrcao se u Ptolemaidi. U ogorčenim borbama tijekom te godine, do jeseni osvaja Galileju i sjeverna područja. Josip se predao (neki ga povjesničari i danas optužuju za izdaju, drugi kažu da se časno borio dok sve nade nisu bile izgubljene) i kasnije pomagao Rimljanima nastojeći odgovoriti Židove od nastavka borbi. Kasnije je živio Rimu kao Josip Flavije. Napisao je spis O Židovskom ratu u sedam knjiga i Židovske starine u 20 knjiga. Josip Flavije odlično je poznnavao i cijenio grčku i rimsku kulturu, ali i branio židovstvo. Dobro je poznavao snagu neprijatelja i nastojao postići kompromis; on utjelovljuje dileme koje su prolazili mnogi Židovi toga doba. 

### Obrana Jeruzalema i međusobni sukobi
Ivan Giskalac sa svojim zelotima bježi u Jeruzalem, u kojem dolazi do sukoba u kojem zeloti preuzimaju vlast. Aristokratske vođe bivaju osuđeni na smrt ili potajno umoreni. Gotovo svi svećenici bivaju smjenjeni i izabrani novi. Zeloti oslobađaju robove, utvrđuju Hram i pripremaju obranu.
Vezpazijan priprema prodor u Judeju. Tada, 9. lipnja 68., umire Neron. Na vijest o njegovoj smrti Vespanzijan obustavlja operacije. Istočne legije ga u srpnju aklamacijom izabiru za cara i on kreće u Rim, da potuče neprijatelje i preuzme vlast.
U Jeruzalemu dolazi do žestokih sukoba, koji dobiva razmjere građanskog rata, između tri grupe zelota, koje vode Ivan Giskalac, Simon bar-Giora i Eleazar ben Simon. Eleazar u tim borbama biva ubijen. Teror je okrenut i protiv umjerenjaka, osobito farizeja, koji su spremni pregovarati s Rimljanima o predaji. Jedan od najuglednijih farizejskih rabina, Johanan bez Zakaj, za vrijeme rimske opsade prokrijumčaren je iz grada u mrtvačkom sanduku; on će kasnije otvoriti rabinsku školu i okupiti novi sinedrij u Jamniji, što će omogućiti preživljavanje židovstva.
Ožujka 70. g. Vespanzijanov sin Tit, kojeg je otac (koji je u međuvremenu postao car) postavio za zapovjednika četa u Palestini, s četiri legije kreće na Jeruzalem. U opsjednutom gradu ubrzo je zavladala glad; usprkos opsadi, i dalje traju unutrašnje borbe. Usprkos tome, otpor je žestok. Rimljani prodiru u grad i vode teške ulične borbe. Dana 9. kolovoza 70. godine Rimljani zauzimaju i spaljuju Hram. Otpor u gradu trajao je do kraja rujna. Ivan Giskalac i Simon bar-Giora su zarobljeni. Grad je zatim razoren do temelja, osim tri najviše kule.

### Tragične posljedice poraza
Računa se da je tijekom rata više od milijun Židova ubijeno, a 900.000 zarobljeno. U Jeruzalemu se masovno sudilo svima koji su bili prepoznati kao borci, ili koje su kao takve izdali sami Židovi. Mnogi su pribijeni na križ, drugi poslani na prisilni rad u egipatske kamenolome i rudnike, tisuće u arenama bačeni zvjerima ili prisiljeni da se bore kao gladijatori. Dok se vršio taj odabir, u zarobljeničkom logoru je 11.000 Židova umrlo od gladi. Samo prilikom jednih "igara", koje je Tit priredio u čast rođendana svoga brata, ubijeno je 2.500 Židova. Dječaci i žene su prodavani u roblje, pri čemu su zbog obilja ponude cijene bile »sramotno niske« (Keller, str. 65.).
Otpor je u zemlji ipak trajao i dalje. Posljednja utvrda, Mosada na Mrtvom moru, koju je branilo oko tisuću zelota, pala je tek u travnju 73. g. Posljednji preživjeli su na kraju pobili svoju djecu i žene, a zatim i sebe. 
Strastveni zeloti pozivali su na ustanak i Židove u dijaspori. U Aleksandriji je godine 73. zamalo došlo do masovnog ustanka u židovskim četvrtima, čiji su se stanovnici dobro sjećali pokolja šest godina ranije. Najstariji Židovi u zajednici enegično su se suprotstavili huškačima i primirili masu. Rimske čete rastjerale su fanatike. Oko 600 ih je zarobljeno, mučeno i ubijeno. Do nemira je došli i u Tebi i drugim gradovima. U gradu Kireni i njegovoj okolici, u Libiji, zelot Jonatan, tkalac, okupio je gotovo 2.000 pobunjenika. Rastjerao ih je rimski prokurator Katul; Jonatan je u Rimu spaljen na lomači. 
Jedna grupa zelota iz istočnog Jordana prebjegla je u Arabiju, gdje su se naselili u okolici grada Jatriba i stovrili snažnu zajednicu. Izgubili su vezu s drugim Židovima, ali su odigrali značajnu ulogu u daljoj povijesti tog područja. U VII. stoljeću u Jatribu se sklonio prorok nove vjere, Muhamed; Jatriba je današnja Medina.

## Ustanak Simona Bar Kohbe
Šesdeset godina kasnije, duh zelota još jednom se probudio u snažnom, očajničkom ustanku. 
Car Hadrijan (117. – 138.) naredio je da se Jeruzalem ponovo sagradi pod imenom Aelia Capitolina. Na mjestu gdje je nekoć stajao hram trebalo je postaviti hram Jupitra Kapitolijskog. Uz ovu odredbu car je izdao proglas kojim zabranjuje obrezanje, a to je izazvalo novu pobunu, 132-135. g. Ne zna se točno kako je do pobune došlo ni kako je tekao; očuvani su samo fragmenti svjedočanstava, koji svjedoče o žestokim borbama i velikim gubicima koje su Rimljani imali. 
Na čelu pobune bio je Simon Bar Kohba  ("sin zvijezde"), kojemu je pravo ime bilo Ben-Kosiba (ili Koseba), prema gradu Koseba iz kojeg je rodom. »Bio je to vođa naroda izrazite hrabrosti i strateškog talenta, čovjek koji je zasigurno neizmjerno zračio, koji je znao za sobom povući mase. Njegovom se pojavom pobuna proširila poput eksplozije.« (Keller, str. 77.) Većina rabina odvraćala je ljude od ustanka. Rabin Akiba, međutim, priključio se ustanicima. On proglašava Simona "Sinom zvijezde", prema proročanstvu Bileama da će Zvijezda potući neprijatelje Židova. 
Bar Kohba okupio je oko sebe veliku broj ljudi spremnih da pruže otpor rimskoj vlasti. Uz Židove su bili i Samaritanci i drugi, koji više nisu mogli podnositi rimski jaram. Rimljanin Dion Kasije spominje broj od 580.000 ratnika!
Rimski prokurator Kvint Tinej Ruf bio je prisiljen na povlačenja, napuštajući jednu po jednu utvrdu. U roku od godinu dana cijela Judeja, Galileja i Samarija bile su u rukama ustanika. Ustanici su zauzeli i ruševine Jeruzalema. Car Hadrijan poslao je na ustanike snažen snage. Vojskovođe Publije Marcel, namjesnik Sirije, i Lolije Urbik, legat Azije, bili su međutim poraženi.
Nakon toga je car u Judeju poslao najsposobnijeg zapovjednika Julija Severa, koji se prije toga proslavio u Britaniji. On je smišljeno i postepeno prodirao, izbjegavajući otvoreni sukob, koristeći činjenicu da ustanici raspolažu s manje zaliha. Nakon dugotrajnih borbi, uz teške žrtve na obje strane, zauzeo je cijelu zemlju. Posljednji otpor ustanici pod vodstvom Bar Kohbe pružili su u utvrdi Beter u blizini ruševina Jeruzalema. 
Računa se da je u tijeku tri i pol godine rata pola milijuna Židova poginulo. No i Rimljani su imali tako velike žrtve, da se Hadrijan prilikom proglašenja pobjede nije usudio upotrijebiit uobičajenu uvodnu frazu "Ja i moje legije dobro smo". 
Svi gradovi i sela koji su pružali otpor bili su spaljeni. U Galileji su posječeni svi maslinici i vinogradi. Preživjeli Židovi bili su prodani u ropstvo. Jeruzalem je dobio ime Colonija Aelia Capitolina i postao rimska kolonija u koju nije smio ući nijedan Židov. Naselili su ga vojni veterani i doseljenici Rimljani, Grci, Sirijci idr. Jupiterov hram bio je sagrađen na mjestu nekadašnjeg Jahvina hrama, upravo kako je Hadrijan bio naredio. Ime "Judeja" promijenjeno je u "Palestina", po imenu nnekadašnjih naseljenika Filistejaca. 
Godine 1950. otkrivena su dva pisma Bar-Kokebe u špiljama u Wadi Murrab'atu, a 1960. još 15 pisama židovskih vođa u jednoj špilji južnije, blizu Mrtvog mora.